# Keith Powell
Keith Powell (Filadelfia, 12 agosto 1979) è un attore statunitense, noto soprattutto per aver interpretato James "Toofer" Spurlock nella serie 30 Rock, che gli è valso il Screen Actors Guild Award per il miglior cast in una serie commedia nel 2008.

## Biografia
Ha studiato recitazione all'Università di New York. Dopo aver fatto il debutto come attore e poi regista a teatro, è diventato noto nel 2007 con la serie TV 30 Rock, di cui fu promosso parte del cast regolare nel 2008. Nel 2014 ha invece ottenuto un ruolo ricorrente nella serie About a Boy. 
Dal 2013 è sposato con l'artista Jill Knox.

## Filmografia

### Attore

#### Cinema
- Una notte al museo 2 - La fuga (Night at the Museum: Battle of the Smithsonian), regia di Shawn Levy (2009)
- L'arte della truffa (Lying and Stealing), regia di Matt Aselton (2019)
- Spoonful of Sugar, regia di Mercedes Bryce Morgan (2022)

#### Televisione
- Law & Order: Criminal Intent – serie TV, 1 episodio (2003)
- Law & Order - I due volti della giustizia (Law & Order) – serie TV, 1 episodio (2005)
- 30 Rock – serie TV, 130 episodi (2006-2013)
- Reno 911! – serie TV, 1 episodio (2009)
- NCIS: Los Angeles – serie TV, 1 episodio (2012)
- About a Boy – serie TV, 6 episodi (2014)
- The Newsroom – serie TV, 2 episodi (2014)
- Lucifer – serie TV, 1 episodio (2019)
- Grace and Frankie – serie TV, 1 episodio (2020)
- This Is Us – serie TV, 2 episodi (2020-2021)

### Regista
- Superstore - serie TV, 1 episodio (2018)

## Doppiatori italiani
- Stefano Brusa in Law & Order: Criminal Intent
- Francesco Venditti in 30 Rock (st. 1-3, 7)
- Edoardo Stoppacciaro in 30 Rock (st. 4-6)
- Alessandro Quarta in Una notte al museo 2 - La fuga
- Marco De Risi in Lucifer